# SDガンダム ザ・ラストワールド
『SDガンダム ザ・ラストワールド』（SD GUNDAM THE LAST WORLD）は、『SDガンダム』シリーズを題材とした日本のウェブ小説作品。サンライズ公式小説サイト『矢立文庫』で2016年12月5日から2019年1月25日まで配信された。
本編の他、キャラクターファイル、ワールドガイドで構成され、キャラクターファイルとワールドガイドは当初PDFで配信されていたが、孫尚香ガーベラの解説以降よりビューアーを使用している。ステージ2ワールドガイド第1話よりたかのあつのりの4コマ漫画『新・ラストワールド時空外伝黙示録戦国三国戦記』を掲載。ステージEX02、ステージFINALより青木ハヤトによる漫画での連載となった。

## ストーリー
ガンダム・ザ・ゴールドとスペリオルドラゴンの衝突によって人間が消滅した世界トーキョーに各ワールドから集められたSDガンダム達。SDガンダム同士が戦いGソウルを奪うことにより神にも等しい力を手に入れることができるというが。

## 著者
- 原作 - 矢立肇・富野由悠季
- 構成・執筆 - 栗原昌宏（ステージ1全6話、ステージ2全6話、ステージEX01全2話）
- 協力 - 横井孝二、レイアップ
- 企画 - サンライズ
- 漫画 - 青木ハヤト（ステージEX02、ステージEX03、ステージFINAL全4話）

担当イラスト
- アストレイズ（ステージ1第5話）
- 今石進（ステージ1第1・6話、ステージEX01）
- たかのあつのり（ワールドガイド＆4コマ漫画、ステージ1第3話、ステージ2第3話）
- 寺島慎也
- 中野牌人
- 林健太郎
- 牟田口裕基（ステージ1第2話、ステージ2第1・6話）
- 折原冬真（ステージ1第4話、ステージ2第2・4話、ステージFINAL 01・03）
- 横井孝二（騎士ガンダム）
- スサガネ（ステージ2第5話）
- もやし（ステージEX02、ステージFINAL 02・04）

## 登場人物

### オリジナル世界

#### SDガンダム忍風伝の世界
SDLW-146 閃風忍者エクシア（ガンダムエクシア）
主人公。忍者軍団・天眼忍群四天王「風のエクシア」。戦いの最中にこの世界に迷い込み、殺駆頭と共にトチョーを目指す。
忍法トランザムは全身が赤く輝き高速戦闘が可能、忍法・空蝉トランザムは変わり身を駆使する。武器は、二本の忍者刀・旋風&疾風と、巨大刀・風刃×2と大短刀・竜巻×2が合体したGN大手裏剣で、風刃と竜巻を装備することにより天眼忍法・七星刃の術と呼ばれる強化形態となる。天眼忍法閃風奥義は紅刃の舞。背中には秘伝の巻物「風の巻」が収められ、本来は全てを集めると最強の巨神体の姿になれるが、この世界ではGソウルを吸収することで亜神体/巨身体の姿に変形した。
SDLW-146 閃風忍者エクシアリペア（ガンダムエクシアリペア）
ガンマドラゴンと魔殺駆との戦いで傷を負った姿。動かない左腕をマフラーで覆い、傷ついた右目は鍔を眼帯代わりに補っている。GN大手裏剣もガンマドラゴンによって粉々に破壊されたが、謎の黄金の魔術師によってかろうじて原型を留める程度に修復された。
スローネブラザーズ
天眼忍群の3人兄弟の忍者。エクシアを追ってこの世界に来たが、黄金の戦士よりGソウルの秘密を聞き、以後「御前」と呼び従うようになった。3人とも魑魅魍魎を操る能力を持つ。
SDLW-150 斬雪忍者スローネアイン（ガンダムスローネアイン）
秘伝の巻物「雪の巻」を持つ天眼忍群「斬雪のアイン」であり、スローネ三兄弟の長男でリーダー。
抜け忍のエクシアを追い詰めた際にこの世界に来ており、黄金の戦士と出会い「御前」と呼び従う。トライガンボイを抹殺するために、ならず者を集め海賊団を結成する。
また元の世界では既に死んでいるはずだが、別の時間軸から飛ばされたためこの世界では生存している。
相手を凍りつかせる忍法が得意で武器はGN電磁砲。猛毒を持つ毒蛇形態に変化できる。
SDLW-151 斬月忍者スローネツヴァイ（ガンダムスローネツヴァイ）
秘伝の巻物「天の巻」を持つ天眼忍群「斬月のツヴァイ」でありアインの弟。月光を浴びることで昼間と同じように行動できる暗殺者であり、空中戦を得意とする。武器はGN斬馬刀で、毒蜘蛛形態になるとGN牙苦無で相手を操ることができる。
元の世界では既に死んでいるはずだが、別の時間軸から飛ばされたためこの世界では生存している。
SDLW-152 斬華忍者スローネドライ（ガンダムスローネドライ）
秘伝の巻物「華の巻」を持つ天眼忍群「斬華のドライ」でありアインとツヴァイの妹。兄2人を失った時にこの世界に飛ばされ、死んだはずの兄2人と再会する。アインが利用している海賊団を信用できず、町娘・寧那となり単身、海賊団を誘導しトライガンボイと戦わせようと行動していた所、龍帝と出会い（利用するために）助けを求めてきた。海賊団との乱戦の最中に正体を現しバルバトランダーを倒す。
幻惑や催眠効果がある花びらを使ったGN華吹雪。必殺技は毒蜂形態で放つGN蜂針。
忍邪合身スローネトリニティ
スローネ三兄妹が忍邪合身した巨神体。武器はGN電磁砲、GN大斬馬刀を合体させたGN爆星大薙刀で、必殺技は秘伝超奥義・雪月華。更に闇の超忍術で龍帝とも対等に渡り合う黒邪竜形態に変幻する。
火のデュナメス（ガンダムデュナメス）
作中未登場。天眼四天王・四忍衆の一人「火のデュナメス」。銃火器と爆薬の扱いに長けている。
空のキュリオス（ガンダムキュリオス）
作中未登場。天眼四天王・四忍衆の一人「空のキュリオス」。鳥に化身できる。
鋼のヴァーチェ（ガンダムヴァーチェ）
作中未登場。天眼四天王・四忍衆の一人「鋼のヴァーチェ」。機巧カラクリ甲冑の剛力と火力が自慢。

#### 所属作品不明
SDLW-000 ガンダム・ザ・ゴールド（ガンダム＆ザ・ナイト・オブ・ゴールド）
トーキョー上空でスペリオルドラゴンと死闘を繰り広げ姿を消し、トチョーの頂に黄金のガンダム像が残されている。
本来の姿はリアル頭身の巨神体だが、SD頭身の通常形態も存在し、黄金の大剣オメガゼロを持ち、更に2種の形態にも姿を変えることができるらしい。黄金の戦士がSD戦士たちにGソウルの事を触れ回っている。
かつて「王」と呼ばれた「ガンダム」であり、ある世界を救うため怪物を倒しオメガゼロを手にいれた。その際に使用した必殺技は「永遠の黄金（エテルニタス・アウルム）」。だがオメガゼロを手にしたとき世界を破滅に導く遠い未来を予見し、世界を救うためにGソウルを集める。
最終決戦でGソウルの思いと願いを集めたエクシアに敗北しGソウルの真髄を知り、破滅から世界を救うためにGソウルたちと共に旅立った。
黄金の魔術師 / ガンタンク・ザ・ゴールド（ガンタンク）
タンクと呼ばれたザ・ゴールドがかつて「王」と呼ばれた頃の仲間の一人で、モンスターとの決戦時にその魂をザ・ゴールドへ与えた。ガンマドラゴンに襲われたエクシアを助けている。
ガンキャノン・ザ・ゴールド（ガンキャノン）
キャノンと呼ばれたザ・ゴールドがかつて「王」と呼ばれた頃の仲間達の一人で、モンスターとの決戦時にその魂をザ・ゴールドへ与えた。王の為にGソウルのSD達を根絶やしにしようとしたが、エクシア、ウイング、龍帝によって倒される。

#### SDガンダム海賊譚の世界
SDLW-155 “銀牙”海賊エルフ・ブルック（エルフ・ブルック）
海賊団クンタラのリーダー。キャプテンセルフとの戦闘中にこの世界に来ることとなり、アインの海賊団の一員となる。
軽装形態からアサシンモードへ変形、モンスタージーラッハと合体することで四脚モンスター形態ジーブルックモードとなり、更にカバカーリ―風の亜神体/巨神体へと変形する。背部の円盤エルドフリームはフォトンリングを操ることができ、両肩のビフレストクローはビフレストアックスとしても使用可能。必殺技はカーバ・カーリー。
キャプテンセルフ（G-セルフ）
『SDガンダム海賊譚』における主人公。海賊船メガファウナ船長。作中未登場。

### SDガンダム外伝の世界
『SDガンダム外伝 ジークジオン編』
SDLW-034 騎士スペリオルドラゴン（Sガンダム）
スダ・ドアカワールドの神。ガンダム・ザ・ゴールドと戦い姿を消す。
SDLW-032 騎士ガンダム
力を失ったスペリオルドラゴンが変化した、伝説の騎士。真駆参に手を貸した後、結晶鳳凰と共に去る。神聖騎士ウイングに三神器を譲っている。
SDLW-039 巨人マッドゴーレム（サイコガンダムMk-II）
スローネアインが召喚した泥の巨人。ボーン以外はコピーに過ぎない。
巨人マッドゴーレムボーン
泥の巨人の本体ともいえる鋼の巨人。バーサル騎士ガンダムを倒すために動き出した1体がこの世界に飛ばされ「ガンダム族を倒せ」という命令をスローネアインに利用される。
クラブマラサイ（マラサイ）
水辺に生息する大蟹型のモンスター。
スケルトンドーガ（ギラ・ドーガ）
フタゴ・タマガワでエクシアを襲ったガイコツ兵。ネオジオン族の魔導士ザメルが操っていたモンスター。
『新SDガンダム外伝 鎧闘神戦記』
SDLW-050 神聖騎士ウイング（ウイングガンダム）
守護天使ヒイロが変身した騎士。オズワルド軍からリリーナ姫を救い出した瞬間にこの世界に来たため、リリーナ姫を探しその所在を知っていると思われていたガンセイヴァーΖを探していた。以降もリリーナを探し続けていたが、彼女はいないことを知り元の世界に帰るためにガンキャノン・ザ・ゴールドを倒す。
『SDガンダム外伝 聖機兵物語』
SDLW-043 吟遊騎士レッドウォーリアR（レッドウォーリア改）
黄金機兵アルジャーノンに搭乗する紅の騎士で、ブリティス王国の円卓の騎士。ダバード王国への加勢に向かう途中でこの世界に来ており、この世界で戦っているうちにGソウルが黄金機兵アルジャーノンの姿に変化した。サギノミヤでのストライクコンラッドガンダムとの戦いの後、エクシア一行に同行する。
SDLW- 黄金機兵アルジャーノン（百式）
レッドウォーリアR専用の黄金の機兵。ただしオリジナル（黄金機兵スーパーアルジャーノン）ではなく、Gソウルによって具現化した彼の亜身体にあたるもの。ストライクコンラッドガンダム戦において大破する。
SDLW-044 傭兵騎士マルスガンダム（ガンダムF90 2号機）
重甲騎士ガンダムF90の長男であったが出奔し傭兵としてダバード軍側でネオジオンと戦っていた。この世界に来たあと白龍頑駄無に助けられ、彼に雇われるという形でウエノの街を守っている。
SDLW- 邪機兵ダークタイラント（バウ）
元々はネオジオン族の操手・邪騎士バウが使っていた機兵。この世界ではGソウルによって具現化した亜身体だったが、邪騎士バウが炎王ギラーガによって倒されたため、奪ったGソウルを使いギラーガが具現化した。
邪騎士バウ（バウ）
ネオジオン族の邪機兵ダークタイラント操手。
キャラクターファイルでは炎王ギラーガの不意打ちで倒されたとされ、『ステージEX03』では、Gソウルを集めるためにジムや蒼竜騎士リ・ガズィを襲っていたところをトライガンボイによって倒される。
『新約SDガンダム外伝 救世騎士伝承』
SDLW-055 海賊騎士クロスボーンガンダム（クロスボーン・ガンダムX1）
斬り込み隊長クロスボーンガンダムがGソウルでパワーアップした姿。新生スダ・ドアカワールドでラクス船長率いる海賊船エターナルに乗る赤き海賊団メンバー。航海中にある島で立ち寄った際にこの世界トーキョーに飛ばされる。そして忍者アインに助けられ、彼の海賊団の一員として活動する。劉備ガンダムからは兄のように慕われている。
戦いの中、スローネツヴァイに操られ劉備に刃を向けるが龍帝に斬られ消滅する。
オリジナル
蒼竜騎士リ・ガズィ（リ・ガズィ+BWS）
蒼翼竜と絆を結び鎧と一体化したことにより、空を駆けることができるようになった竜騎士。ジム達を守っていたが、邪騎士バウに襲われていた所をトライガンボイに助けられる。
バンダイ投稿サイト『ワンダースクール』での、SDガンダム イラストコンテスト・騎士ガンダムコース最優秀賞。

### SD戦国伝の世界
『SD戦国伝 武者七人衆編』
SDLW-004 殺駆頭（ザク）
殺駆一族の頭領。忍者エクシアと行動を共にしトチョーを目指す。闇の鎧に操られているようには見られず、また荒烈駆主とは面識がない。
ストライクコンラッドガンダムからレッドウォーリアRと孫尚香を守るために、亜身体である「闇の鎧」を使うが致命傷は避けられず消滅する。
『SD戦国伝 天下統一編』
SDLW-006 武者荒烈駆主（ガンダムNT-1）
闇皇帝との決戦を前にこの世界に来た新生武者五人衆の一人。ガンセイヴァーΖを倒し吸収したことで巨神体になるものの暴走し、真駆参に倒される。
武神の神器を装着することで武神着装形態/鬼神着装形態となり、更に巨神体になる。奥義は烈風乱舞。
『新SD戦国伝 伝説の大将軍編』
SDLW-010 頑駄無真駆参（ガンダムMk-III）
武者頑駄無真悪参の子孫。銀狼剣を抜く修行中にこの世界に来ており力を示すためにGソウルを奪っている。Gソウルを獲得するため、暴走する荒烈駆主を倒す。號斗丸からは後の姿である新世将頑駄無と呼ばれた。
ドラグスピリットと合体することで騎士ガンダムやサタンガンダムに似たバーサルモード/ドラゴンモードとなり、更に亜神体/巨神体になる。必殺技は閃光斬。
SDLW-010 真駆参大将軍
巨神体の力を失った真駆参が、騎士ガンダムから號斗丸のGソウルの力で結晶鳳凰と合体したもう一つの巨神体。武器は双刃剣と大目牙破壊砲。
『新SD戦国伝 超機動大将軍』
SDLW-015 武者號斗丸（ゴッドガンダム）
新世大将軍の次男で飛駆鳥大将軍の弟である若武者。鋼丸との修行の途中でこの世界に来る。暴走するエクシアを止めようとするが、ガンダム・ザ・ゴールドに斬られ、そのGソウルは騎士ガンダムによって結晶鳳凰となった。
この世界では、新世大将軍の闘覇の鎧を鍛え直した闘覇の羽織を纏う。亜神体として機甲形態と機獣形態になり、更にGソウルを開放することで巨身体となる。武器は爆烈刀と熱破刀で、必殺技は熱火爆輪斬。
『SD頑駄無 武者○伝』
SDLW-025 武者丸/武ちゃ丸（∀ガンダム）
夢者遊撃隊リーダー。この世界に飛ばされた後もススムのいる天馬の国にいると思っており、たこ焼きを焼き続けている。
『新SD戦国伝 地上最強編』/『新SD戦国伝 伝説の大将軍編』
SDLW-008 白龍頑駄無（ガンダムGP01フルバーニアン）
龍帝の血筋である影舞乱夢の国主。闇大帝頑駄無を倒し三国を救い国元に帰った後に、黄金の衣を纏った旅人に出会いこの世界に飛ばされる。ウエノでマルスガンダムとカエンマスターが仲間になり調査に出ていたところ、黄金の戦士からトチョーの秘密を知るが、ウエノでの戦いのために戻り劉備や龍帝と出会う。
SDLW-008 頑駄無白龍大帝（ガンダムGP01フルバーニアン）
伝説の神器・龍輝宝を装着することで覚醒した姿。
『新SD戦国伝 七人の超将軍編』
SDLW-012 魔殺駆 / 覇道武者魔殺駆（ジョニー・ライデン専用高機動型ザクII）
新生闇軍団の真紅の闇将軍。飛駆鳥大将軍に敗れた後にトーキョーに現れる。炎王ギラーガと共にエクシアに戦いを挑み、大破はするもののエクシアに深手を負わせた。
Gソウルにより単体で覇道武者へと覇道変幻できるようになり、その姿は後の赤魔将の姿に酷似している。

### SDコマンド戦記の世界
『SDコマンド戦記 G-ARMS』
SDLW-058 ガンセイヴァーΖ（Ζガンダム）
GARMS空戦部隊リーダー。ザタリオン正規軍との戦闘中にこの世界に来る。傷を負いエクシアに助けられるが、荒烈駆主に吸収される。
SDLW-068 ガンイージスMk-II（サイコガンダムMk-II）
G-ARMS海戦部隊隊員・中尉でガンクルーザーMk-Iの妹。兄と共にザタリオン海軍兵の迎撃中にトーキョーに転移、兄を探すためにエクシア一行に加わる。エクシアを「おにいちゃん」と慕う。
ガンクルーザーMk-I（サイコガンダム）
作中未登場。GARMS海戦部隊員・中尉、ガンイージスMk-IIの兄。
オリジナル
SDLW-072 ストライクコンラッドガンダム（ストライクガンダム）
コマンドガンダムに酷似した姿のフレームガンダム。コマンドガンダムとは戦友であったが、ある一件から恨みを持ちザタリオンと手を組む。この世界でもコマンドを倒す力を得るために戦っていたが、レッドウォーリアRとの交戦中に殺駆頭を殺され逆上したエクシアに倒される。
機動力が高いサイ型のビーストモードと、戦車の火力を持つビークルモードに変形し、ランチャーユニットを装着することで巨神体になる。武器は右肩のコンラッドランチャーと両肩のコンバットナイフ、必殺技はコンラッドランチャーから放つパーフェクトランチャー。
『SDコマンド戦記III SUPER G-ARMS』
SDLW-062 キャプテンブラッディ（ドズル専用ザク）
元ザタリオン正規軍総司令官で、宇宙海賊船ブラッディア艦長。コスモザタリオン軍との戦いの中この世界に来て、アインの海賊団の一員になる。しかし仲間の銀牙に斬られ吸収される。

### SDガンダム時空伝の世界
『SDガンダム時空伝 ガンボイジャー』
SDLW-096 ブルーガンボイ（RX-78-2 ガンダム）
タイムパトロール隊員。ブライト長官の命令でこの世界の調査に来ており、ワールドガイドの報告書を作成している。自力でこの世界に来たためGソウルの影響を受けていない。
『SDガンダム時空伝 ガンボイジャー21』
SDLW-102 炎王ギラーガ（ギラーガ）
歴史改変を目論む時空犯罪者。タイムパトロールとの戦闘中にこの世界に飛ばされる。中世騎士時代に潜伏していたため騎士のような姿に変装しており、その正体は「ギラガスキー」。孫尚香との交戦中にエクシアに邪魔されシドを失いつつも撤退する。
再びエクシア一行の前に現れた際は魔殺駆を引き入れ、ネオジオン族の邪機兵の巨神体の力も手に入れて挑んだ。邪機兵はあっけなく倒されたもののガンマドラゴンをも誘き寄せエクシアを追い詰めた。
サポートメカ・凶鳥シドと合体することでシドクロー、フェザーナイフ、炎邪の剣を装備した凶炎王モードとなり、更に亜神体/巨神体になる。必殺技はファイヤーバースト。
SDLW- 邪機兵ダークタイラント

SDLW-099 トライガンボイ（ガンダムAGE-3ノーマル）
『ガンボイジャー21』における主人公。グランガンボイ長官の孫で「ニューガンボイジャー」のエース。時空犯罪者を追ってこの世界に来る。自力でこの世界に来たためGソウルの影響を受けず、また事前に報告を受けていたため、対巨神体装備も持ち込んでいる。
パーツ換装により三輪トライク型ビークルトライセプターに変形し、サポートメカGシャークスと合体することで近接戦闘形態パイレーツモード、サポートメカGレオスと合体することで4門のレオンキャノンを装備した砲撃形態ビーストモードとなる。更にGレオスとGシャークスら強化パーツと合体することにより対巨神体用EXモードトライガンダムEXとなる。必殺技はダイダルクランチャー。EXモードはエネルギー消費が激しいため、エネルギー満タンのサポートメカ予備機も用意されている。
グランガンボイ長官、ダブルガンボイ
作中未登場。トライガンボイの祖父と父親。

### SDガンダムフォースの世界
『SDガンダムフォース』
SDLW-116,117,118 ダークアクシズ三人組
ザッパーザク（ザクII）、グラップラーグフ（グフ）、デストロイヤードム（ドム）の3人組。エクシアを襲うものの返り討ちに会う。
SDLW-112 ガンイーグル（νガンダム ダブル・フィン・ファンネル装備型）
S.D.G.隊員。ザッパーザクからラクロアの精霊を救出中にこの世界に来る。この世界で海賊の被害を知り海賊ハンターとして活動していた。トライガンボイの助太刀に現れるが、スローネツヴァイに操られルプスドラゴンとアイアンドラゴンの戦いのただ中に向かわされ、アイアンドラゴンに倒され吸収される。

### ガンドランダーの世界
『ガンドランダー 闇の黙示録編』
SDLW-076 ガンドランダー（RX-78-2 ガンダム）
ガンドランダー領領主であるモンストロ・スレイヤー。赤い盗賊団からの襲撃中にこの世界に来る。星を集めるためにシモイグサの線路内でそこを通る者に決闘を挑んでいたが、エクシアに戦いを挑み倒される。
ダッドランダー
『ガンドランダーZERO』における主人公として名前のみ登場。正義感溢れる剣豪。のちにガンドランダー領初代領主となる、ガンドランダーの父親。
若き日はアインストランダーと呼ばれていたがこの作品では言及されていない。
ゴーンドランダー（サイコガンダム）
『ガンドランダーZERO』における登場人物として名前のみ登場。ダッドランダーの仲間。
若き日はグロースランダーと呼ばれていたがこの作品では言及されていない。
『ガンドランダーIV 復活の星勇士編』
超神飛翼ダイノオーキス（オーキス）
『ガンドランダーZERO』における伝説の超兵器として名称のみ登場。
『ガンドランダーZERO』
SDLW-094 クルガングレイズ（グレイズ）
闇の海賊団の頭領。超神飛翼ダイノオーキスを復活させ、バルバトランダーとの決戦の最中にトーキョーに飛ばされる。アイン海賊団に身を寄せていたが、バルバトランダーとの再会で再び戦い倒される。
武器は右腕の螺旋破壊槍。魔獣ヘイムダムを服従させ重戦車アイアンドラゴンとなり、更に巨神体である邪鉄王クルガングレイズとなる。必殺技は暗黒星雲弾。
SDLW-091 機竜士バルバトランダー（ガンダムバルバトス）
ダッドランダーの仲間であるフォーミュランド大陸の若き戦士。クルガングレイズとの対決の中でトーキョーに来るが、友との約束の為にこの地でもクルガングレイズと戦い倒すものの、スローネドライの凶刃に倒れる。
単体の必殺技は竜刃斬。Gソウルの力で実体化した相棒竜機神クタンガンドラゴンとドラゴンフュージョンすることで神竜士バルバトランダーとなり、ドラゴンの力を極限に高めることで魔獣ルプスドラゴンとなる。そしてGソウルを得たことで巨神体となる。巨神体必殺技は輝光竜刃斬。
『ガンドランダー 魔封の聖剣編』
SDLW-087 ガンマドラゴン（ガンヘッド）
ゴーンドランダー神殿の地下に封印されていた伝説の魔獣。陸上戦を得意とする一首のアルフドラゴンと空中戦を得意とする二首で翼を持つベータドラゴンに分離することができる。トーキョーに転移された後フタゴ・タマガワに巣食う。炎王ギラーガによっておびき出されエクシアに嗾けられた。仲間を守るために囮となったエクシアを重傷にさせるが黄金の魔神によって倒される。

### SDガンダム三国伝の世界
『BB戦士三国伝』
SDLW-137 孫尚香ガーベラ（ガンダムGP04）
江東の弓腰姫。赤壁の戦いで消えた劉備ガンダムがトーキョーにいるのではと思い探している。実力が違う相手だろうが戦いを挑んでおり、ギラーガに襲われていた所をエクシアに助けられ、エクシア一行と同行する。親しくなってからは。エクシアの事は「ニンジャくん」と呼ぶようになる。
SDLW-126 龍帝ユニコーン（ユニコーンガンダム）
白龍や劉備よりも過去の、G記に記された神話時代の三侯のひとり。雀瞬、虎暁と共に魔神・蚩尤との決戦の最中にこの世界ウエノの街に来る。既に神にも匹敵する力を持っていたが、この世界に来た時には修業を始める前の姿にまで弱体化しており、黄金の戦士に唆され蚩尤と再び戦うためになりふり構わずGソウルを回収していた。戦いの中で白龍大帝と翔烈帝劉備と心を一つにした時、三位一体の黄金の龍となり、スローネトリニティを倒す。
この世界に来たときは1本角形態だったが、Gソウルを獲得することで覚醒態となり、龍帝の証である神器龍輝宝を装備することで龍大帝形態となる。武器は閃光双龍刀と扇子龍楯。巨神体となることで魔神・蚩尤を封印した神の姿となる。必殺技は天覇翔烈剣より放つ天翔龍覇斬。天覇翔烈剣はのちの時代に龍帝剣、双龍刀として受け継がれている。
SDLW-130 劉備ガンダム（RX-78-2 ガンダム）
龍帝の血筋である三璃紗の侠。董卓を倒した後この世界トーキョーに飛ばされる。この世界のルールを乱すものと戦うため、兄貴分と慕う海賊騎士クロスボーンガンダムと共にアインの海賊団の一員となる。
SDLW-130 翔烈帝劉備ガンダム
伝説の神器・龍輝宝を装着することで覚醒した天駆ける戦神。
デストロイ蚩尤ガンダム（デストロイガンダム）
作中未登場。神話時代に龍帝ユニコーンら三侯が封印した伝説の魔神。
雀瞬、虎暁
作中未登場。龍帝ユニコーンと共に戦った神話時代の三侯。
SDLW-141 貂蝉キュベレイ（キュベレイ）
呂布隊の麗しき女将軍。強者を探せば呂布トールギスに辿り着くと信じ、エクシア一行と行動を共にする。
呂布トールギス（トールギス）
作中未登場。董卓に仕える戦慄の暴将。

### シャドー忍伝の世界
『メダルマスター SDガンダム シャドー忍伝』
SDLW-106 カエンマスター
イガ忍軍、火炎のメダルを授かるイガ七人衆の一人。コウガ忍軍との最終決戦の最中にこの世界に飛ばされ、妹カリンに似た少女に出会いウエノを守るために戦っている。弱点は妹のカリンらしい。

### その他
本編には登場していないものの、ワールドガイドにはヘビメタガンダムや黒龍頑駄無、殿様ガンダム、デナン・ゾンズラー、虚武羅丸、武者斎胡、ハイパーザクザウルス、甘寧ケンプファー&白馬陣（騎馬ブレイカー）、星勇士ヘルツランダー&ガードペガサス、武者駄舞留精太頑駄無、シャチョー、幼年軍師雷丸、EX02には騎士ガンダムGP01、鉄機武者鋼丸、マスクコマンダー、機竜士レッドランダーなどの姿も見られる。

## 用語・設定
Gソウル
SDガンダムの魂であり、相手に倒されるとGソウルとなって相手に吸収される。吸収しパワーアップすることによって巨神体に変化する。実際はオリジナルそのものではなく、ガンダム・ザ・ゴールドによって生み出されたSDガンダム達の心・技・体をコピーした魂の写し身であった。しかし騎士ガンダムは彼らにも魂が宿っているという。
巨神体
ガンダム・ザ・ゴールドと同じ巨体を持つ姿。Gソウルを吸収し続けることにより、専用の神器や武具を装着してリアルタイプに変形する。巨神体よりも小さい巨体の姿は「亜神体」と呼ばれる。
トーキョー
現在の人間世界に近い世界。しかし、ガンダム・ザ・ゴールドとスペリオルドラゴンの戦いの末、人間は消滅しSDガンダム達が集められた世界となる。その中心トチョーにはガンダム・ザ・ゴールドに似た黄金像が聳え立っている。天馬の国（2001年の現代）とも似て非なる世界らしい。実際は、この世界は散ったGソウルを閉じ込めるための虚構空間であった。
ザ・ラストワールドオリジナル世界
本作オリジナルキャラクターの出身作品として名称が設定された各種架空作品群。
それぞれのキャラクターファイルにおいて、まるでその作品が過去にあったかのように紹介されるという表現方法になっている。
SDガンダム忍風伝
忍者軍団「天眼忍群」の物語。
『機動戦士ガンダム00』に登場するモビルスーツをモチーフとしたキャラクターが登場。
『SD戦国伝』や『SDガンダム シャドー忍伝』とも異なる世界とされている。
SDガンダム時空伝 ガンボイジャー21
GD.2017、グランガンボイ長官が結成した新チーム「ニューガンボイジャー」の物語。
ガンボイジャーの物語が完結した後の世界観となっている。
『機動戦士ガンダムAGE』に登場するモビルスーツをモチーフとしたキャラクターが登場。

SDガンダム海賊譚
キャプテンセルフが海賊船メガファウナの仲間と共に七つの秘宝を求めて旅する物語。
『ガンダム Gのレコンギスタ』に登場するモビルスーツをモチーフとしたキャラクターが登場。
ガンドランダーZERO
ガンドランドの地で超兵器・超神飛翼ダイノオーキスを復活させようとする闇の海賊団と戦う剣豪ダッドランダーの物語。
『機動戦士ガンダム 鉄血のオルフェンズ』に登場するモビルスーツがモチーフ。ダッドランダーはガンドランダーの父親であり、『ガンドランダー 闇の黙示録編』以前の過去のエピソードとなる。

## 書籍
SDガンダム ザ・ラストワールド キャラクターファイルブック
受注生産限定の設定資料集。2019年4月18日発売。